# Симеон Кафаеци
Симеон Кафаеци (арм. Սիմեոն Կաֆաեցի) — армянский поэт XVII века.
Родился и жил в Кафе (Феодосия), в 1620-х годах. Отца звали Хрмпей. Получил церковное образование, но стал ремесленником (согласно М. Араджиони — сапожником). Написал более десятка стихотворений духовного и светского содержания, большинство в 1683—86 годах. Пользовался акростихом, один из стихов написан макаронизмом (каждая вторая строка на турецком). Судя по духовных стихам корнем всех зол и человеческих несчастий считал служение Мамоне. Из произведений примечательны посвящённая Богородице ода «Лекарство моих ран» (арм. Սպեղանի իմ խոցերոյս), лирические стихи «Краше всех цветов — роза» (арм. Սիրուն է վարդն ի մէջ ծաղկանցն ամենէ), «Приди, соловей мой весенний» (арм. Եկ, պիւլպիւլ իմ գարնանային) и «Прошли холод и зима» (арм. Էանց ցուրտ եւ ձմեռն), в которых воспеваются любовь и природа. Симеон отчасти продолжает традиции классической армянской поэзии, отчасти же является представителем народно-ашугского творчества. 
Симеона Кафаеци-лирика не стоит путать с одноимённым поэтом-скитальцем того же периода (XVII век), перу которого принадлежат два стихотворения о скитальческой жизни.